# Luis Miramontes (calciatore)
Luis Miramontes (15 dicembre 1928) è un ex calciatore uruguaiano, di ruolo centrocampista.

## Carriera

### Club
Ha sempre giocato nel campionato uruguaiano.

### Nazionale
Con la maglia della Nazionale ha vinto il campeonato sudamericano nel 1956.

## Palmarès

### Nazionale
- Campeonato Sudamericano de Football: 1

Uruguay 1956